# حاط (العبدية)

تعديل مصدري - تعديل

حاط هي إحدى قرى عزلة ال الثابثي بمديرية العبدية التابعة لمحافظة مأرب، بلغ تعداد سكانها 201 نسمة حسب تعداد اليمن لعام 2004.